# Mark Lefever
Mark Lefever (Hooglede,1953 - 2025) was een Belgische radiopresentator en radioproducer.

## Biografie
Lefever werkte van 1980 tot 1981 voor BRT-1, van 1982 tot 1991 voor BRT 2 West-Vlaanderen/ Radio 2 West-Vlaanderen. In 1992 was hij een van de medeoprichters van Donna. Van 1993 tot 1999 was hij actief voor Studio Brussel en van 2000 tot 2011 werkte hij weer voor Radio 1, Sporza (ook als mede-oprichter van de voorloper van Sporza Radio, 927 Live) en Klara. 
Lefever was bedenker, samensteller, presentator en producer van radioprogramma's op de openbare omroep zoals onder meer: Big Band Battle, Golfbreker, Boem Boem, Fris van Lefever, Bluestown, Nox, Zazou, Pili Pili, Exit Plus Blues, Exit Plus Soul, Friday on My Mind en Jazz. In 2011 ging hij met pensioen.
Daarnaast presenteert Lefever ook verschillende muziekevenementen zoals Gent Jazz Festival, Gent Jazz Club en Jazz in 't Park (Gent), Big Band- en jazzwedstrijd Luisterplein Gent, Stormfestival (Oostende), B-Jazz International Jazz Contest (Leuven), Roeselare Jazz, Brugges Festival, Diaspora Brugge, Jazzenede, en Amersfoort Jazz. Tevens was hij presentator en moderator van Cultuurprijzen provincie Oost-Vlaanderen (2015, 2016, 2017).
Lefever is sinds 2015 voorzitter van de Stemmencommissie voor Luisterpuntbibliotheek en actief als inlezer van boeken voor mensen met een leesbeperking.
Mark Lefever is overleden in juni 2025.
Laatste (per 2 januari 2009):
Joyce Beullens · Tom De Cock · Sebastian Decrop · Evy Gruyaert · Johan Henneman · Mark Heyninck · Anneleen Liégeois · Kris Luyten · Caren Meynen · Dave Peters · Marc Pinte · Thibaut Renard · Ann Reymen · Ben Roelants · Benjamien Schollaert · Elias Smekens · Stijn Smets · Lotte Stevens · Ann Van Elsen · Brecht Vanmeirhaeghe · Sofie Van Moll · David Van Ooteghem
Geschiedenis (1992–2009):
Jan Bosman · Ben Crabbé · Dominique Crommen · Erwin Deckers · Steve De Coninck-De Boeck · Kevin De Geest · Leen Demaré · Bart De Prez · Margot Derycke · Marc Deschuyter · Els Ermens · Michel Follet · Anne Gies · Jeroen Gorus · Walter Grootaers · Kristof Hayen · Geert Hoste · Mark Lefever · Kristien Maes · Kris Mannaerts · Luc Mertens · Johan Notenbaert · Sven Ornelis · Jaak Pijpen · Alexandra Potvin · Katja Retsin · Fien Sabbe · Bart Saerens · Mieke Scheldeman · Cara Van der Auwera · Iris Van Impe · Birgit Van Mol · Rob Vanoudenhoven · Evert Venema · Sofie Verbruggen · Ronald Verhaegen · Peter Verhulst · Jean Vijdt · Robin Vissenaekens · Albrecht Wauters · Niels William · Yasmine